# Lijst van voetbalinterlands Afghanistan - Laos
Deze lijst van voetbalinterlands is een overzicht van alle officiële voetbalinterlands tussen de nationale teams van Afghanistan en Laos. De landen hebben tot nu toe drie keer tegen elkaar gespeeld. De eerste ontmoeting was op 6 maart 2013 in Vientiane, in een kwalificatiewedstrijd voor de AFC Challenge Cup 2014. Het laatste duel, een vriendschappelijke wedstrijd, werd gespeeld in Vientiane op 29 mei 2015.

## Wedstrijden
| № | Plaats    | Datum        | Competitie                          | Wedstrijd          | Uitslag |
| - | --------- | ------------ | ----------------------------------- | ------------------ | ------- |
| 1 | Vientiane | 6 maart 2013 | AFC Challenge Cup 2014 kwalificatie | Laos − Afghanistan | 1 − 1   |
| 2 | Hithadhoo | 24 mei 2014  | AFC Challenge Cup 2014              | Afghanistan − Laos | 0 − 0   |
| 3 | Vientiane | 29 mei 2015  | Vriendschappelijk                   | Laos − Afghanistan | 0 − 2   |

## Samenvatting
| Competitie                     | Totaal gespeeld | Winst Afghanistan | Gelijk | Winst Laos | Doelsaldo Afghanistan – Laos |
| ------------------------------ | --------------- | ----------------- | ------ | ---------- | ---------------------------- |
| AFC Challenge Cup              | 1               | 0                 | 1      | 0          | 0 − 0                        |
| AFC Challenge Cup-kwalificatie | 1               | 0                 | 1      | 0          | 1 − 1                        |
| Vriendschappelijk              | 1               | 1                 | 0      | 0          | 2 − 0                        |
| Totaal                         | 3               | 1                 | 2      | 0          | 3 − 1                        |

Wedstrijden bepaald door strafschoppen worden, in lijn met de FIFA, als een gelijkspel gerekend.
FFA · A-internationals · Afghaans vrouwenelftal
1940 - 1949 · 
1950 - 1959 · 
1960 - 1969 · 
1970 - 1979 · 
1980 - 1989 · 
1990 - 1999 · 
2000 – 2009 · 
2010 – 2019
Bangladesh ·
Bhutan ·
Cambodja ·
China ·
Filipijnen ·
Hongkong ·
India ·
Indonesië ·
Irak ·
Iran ·
Japan ·
Jordanië ·
Kirgizië ·
Koeweit ·
Laos ·
Libanon ·
Luxemburg ·
Malediven ·
Maleisië ·
Mongolië ·
Nepal ·
Noord-Korea ·
Oman ·
Pakistan ·
Palestina ·
Qatar ·
Saoedi-Arabië ·
Singapore ·
Sri Lanka ·
Syrië ·
Tadzjikistan ·
Taiwan ·
Thailand ·
Turkmenistan ·
Vietnam ·
Zuid-Korea
LFF · 
A-internationals · 
Laotiaans vrouwenelftal
1960 – 1969 · 
1970 – 1979 · 
1980 – 1989 · 
1990 – 1999 · 
2000 – 2009 · 
2010 – 2019 ·
2020 − 2029
Afghanistan ·
Bangladesh ·
Bhutan ·
Brunei ·
Cambodja ·
China ·
Filipijnen ·
Guam ·
Hongkong ·
India ·
Indonesië ·
Iran ·
Jordanië ·
Kazachstan ·
Koeweit ·
Lesotho ·
Libanon ·
Macau ·
Malediven ·
Maleisië ·
Mongolië ·
Myanmar ·
Nepal ·
Oman ·
Oost-Timor ·
Qatar ·
Saoedi-Arabië ·
Singapore ·
Sri Lanka ·
Syrië ·
Taiwan ·
Thailand ·
Turkmenistan ·
Verenigde Arabische Emiraten ·
Vietnam ·
Zuid-Korea ·
Zuid-Vietnam